# Melina Marchetta
Melina Marchetta, född 25 mars 1965 i Sydney, är en australisk lärare och författare av ungdomsböcker som har rönt stor uppmärksamhet, även utanför Australien. På svenska finns romanerna Francesca och Jellicoe Road. Hennes första ungdomsroman, Looking for Alibrandi, har ibland kallats ”den mest stulna biblioteksboken”.

## Biografi
Melina Marchetta föddes i Sydney den 25 mars 1965 i en familj med italienska rötter. Hon var den mellersta av tre systrar.
När hon var femton år hoppade hon av skolan, inte för att hon hade svårt för sig utan på grund av dåligt självförtroende. Hon besökte en handelsskola, jobbade på en bank och på en resebyrå. Arbetet gav henne självförtroende att satsa på studier igen och hon läste till lärare vid Australian Catholic University. Hon har jobbat som lärare i engelska, italienska och historia på en pojkskola i Sydney. Numera skriver hon på heltid.

## Författarskap
1992 publicerades Marchettas första ungdomsroman, Looking for Alibrandi. Den fick ett entusiastiskt mottagande och den första upplagan sålde slut på två månader. Boken har vunnit priser för  litteratur för ungdomar, bland annat australiska Children's Book of the Year Award: Older Readers, och har kallats ”den mest stulna biblioteksboken”. Boken har även blivit film (2000).
Hennes andra roman, Saving Francesca (svenska: Francesca) utkom 2003 och On the Jellicoe Road (svenska: Jellicoe Road) 2006. Jellicoe Road vann amerikanska Printz Award och slog igenom internationellt. Båda böckerna skrevs medan Marchetta arbetade heltid som lärare.
Marchettas fjärde bok, Finnikin of the Rock (2008), är en fantasyroman för ungdomar. 
I The Piper's Son (2010) knyter Marchetta an till sin andra bok. Huvudpersonen, Thomas Mackee, känns igen som en av Francescas vänner.